# Дрогичинское гетто
Гетто в Дроги́чине (июль 1941 — 15 октября 1942) — еврейское гетто, место принудительного переселения евреев города Дрогичин Брестской области в процессе преследования и уничтожения евреев во время оккупации территории Белоруссии войсками нацистской Германии в период Второй мировой войны.

## Оккупация Дрогичина и создание гетто
В предвоенные годы среди 3125 человек населения Дрогичина евреев было 1521 — около половины жителей. Перед войной в городе находились 2675 евреев. Город был захвачен немецкими войсками 25 июня 1941 года и находился под оккупацией более 3-х лет — до 17 июля 1944 года.
Реализуя нацистскую программу уничтожения евреев, немцы создавали гетто почти во всех городах и населённых пунктах Беларуси, где проживало еврейское население. Так и в Дрогичине в июле 1941 года оккупанты согнали всех оставшихся в городе евреев в гетто, и под страхом смерти обязали их нашить на одежду спереди и сзади желтые латы.

## Условия в гетто
Дрогичинское гетто находилось к западу от моста, и было ограничено улицами Ленина, Первомайской, Октябрьской и Пушкина. Территория гетто была огорожена высоким забором из досок, сколоченных вплотную без просвета, поверху которых была натянута колючая проволока. К концу июля 1941 года нацисты заставили евреев организовать юденрат. Вскоре на территории гетто в страшной тесноте (по 40-50 человек в доме) оказались более 1000 евреев — как местных, так и пригнанных из ближних деревень — Шерешёво, Хомска, Гутово и других.
Вскоре Дрогичинское гетто разделили на два гетто, переходы между которыми запрещались. В одно гетто поместили ремесленников, которых заставляли шить одежду и обувь для немцев, и более зажиточных евреев, у которых шантажом выманивали ценности. Во втором гетто собрали немощных и бедных евреев, которых планировали убить в первую очередь, и постепенно вывозили эшелонами на расстрелы у Бронной Горы.

## Уничтожение гетто
С конца лета 1942 года нацисты, в рамках реализации гитлеровской программы уничтожения евреев, начали повсеместную ликвидацию последних гетто. Число узников в Дрогичинском гетто к этому времени значительно уменьшилось, потому что евреев, профессии которых остро не требовались немцам, вместе с женами и детьми уже с 1941 года вывозили и убивали в лагере смерти на Бронной Горе.
До полного уничтожения гетто дрогичинских евреев расстреливали, в основном, по ночам недалеко от тюрьмы — на территории кладбища в центре города. Во время этих «акций» (таким эвфемизмом гитлеровцы называли организованные ими массовые убийства) обреченных людей связывали между собой колючей проволокой, расстреливали, а тела убитых затем скидывали в ямы. По показаниям свидетелей, немцы и коллаборационисты не добивали раненных, а закапывали их ещё живыми вместе с мертвыми.
Также в 1942 году в Дрогичинское гетто перегнали евреев из сельскохозяйственного поселения (которое официально называлось «Колония»), расположенного между деревнями Гутово и Огдемер, и убили вместе с дрогичинскими евреями.
Окончательно гетто было ликвидировано 15 октября 1942 года. Белорусские полицаи под командованием эсесовцев с собаками гнали колонну последних узников гетто, среди которых были старики и дети, к месту убийства. Для уничтожения последних дрогичинских евреев в южной части местечка, в урочище «Дубовая струга», в ста метрах от железной дороги, рядом со складским сараем и железнодорожным вокзалом, была приготовлена расстрельная яма. Обреченных людей заставляли раздеться в сарае, подводили к краю ямы и расстреливали из пулемета. Тех евреев, кто пытался бежать, убивали немцы и полицаи из оцепления. Всего в этом рву были убиты не менее 3816 евреев.

## После ликвидации гетто
После расстрела гитлеровцы сгоняли местных мужчин и даже подростков закапывать тела убитых. Очевидцы рассказывали, что попытки отказаться пресекались словами: «Не хочешь закапывать жидов, будут закапывать тебя».
После освобождения Дрогичина от немецкой оккупации комиссия ЧГК обнаружила несколько мест массовых захоронений. Больше всего убитых нашли на территории кладбища около райпотребсоюза — 3816 тел (из них 895 мужчин, 1083 женщины и 1838 детей), у многих людей были пробиты черепа, вывихнуты руки и ноги, переломаны конечности и ребра, изувечены лица. В центре Дрогичина в 11 могилах насчитали 150 тел убитых, а в 13 могилах в 300 метрах от еврейского кладбища в урочище «Залесье» — 250 убитых.
Из установленного комиссией ЧГК общего числа в 4991 человек, погибших за три года оккупации в Дрогичине и ближайших населенных пунктах, евреев было 3338 — в том числе жители самого Дрогичина, беженцы, а также евреи, перемещённые в Дрогичин из других гетто.
Перед отступлением немцы пытались скрыть следы своих преступлений и заставляли местных крестьян выкапывать и сжигать тела убитых. Такие костры, по свидетельским показаниям, горели около деревень Хомск (в которой в августе 1941 года на северной окраине были убиты около 2000 евреев), Каролин и Попина.

## Случаи спасения
В некоторых домах евреи тайком делали двойные внутренние стены, куда пытались прятать маленьких детей во время облав. Нескольким малышам, хотя бы на время, это помогло остаться в живых.
Некоторым евреям, иногда целым семьям, с помощью друзей-белорусов удавалось выйти из города и прятаться в лесу в землянках. Большинство из них рано или поздно были обнаружены, а некоторые, спасаясь от голодной смерти, были вынуждены вернуться и сдаться полиции.
Во время одного из расстрелов еврейский парень стал убегать от самого края ямы, а немец, хотя преследовал его на лошади, не смог догнать беглеца, скрывшегося в зарослях камыша на болоте.
Известен случай спасения еврейской девочки, которая выскочила из колонны узников и спряталась в церкви. Через несколько дней священник вывез её в лес и объяснил, как найти партизан. Эта девочка выжила, после войны оказалась в США, а в конце 1980-х годов приехала в Дрогичин и рассказала подробности своего спасения.
Петр Лучиц с семьёй был убит немцами за то, что не донес на своего старого друга Сахарцоха Сапожника, сбежавшего из гетто и прятавшегося недалеко от его дома. Кто-то донес немцам, участок Лучиц окружили, а Сапожника и Петра арестовали. Недонесение о еврее по оккупационным законам приравнивалось к укрывательству и каралось смертью. Для устрашения жителей Дрогичина нацисты решили устроить показательную казнь Петра Лучица — публичное повешение. Около синагоги на рыночной площади (там, где сейчас сквер на пересечении улиц Октябрьская и Ленина) была сооружена виселица, к которой в назначенное время в приказном порядке согнали людей: «К виселице согнали молодых парней, девушек и даже детей. Полицаи и немцы приказывали смотреть на казнь, угрожая расстрелом тем, кто опустит глаза». Казнив Петра Лучица, немцы также убили его жену и двоих детей.

## Организаторы и исполнители убийств
Остались известны имена некоторых организаторов и исполнителей убийств дрогичинских евреев — офицеры жандармерии Фриц Эрст и Паулин, их помощники Иван Иосифович Зундич (Бундич), Василий Андреевич Лопух (Кожух), Роман Семенович Брич и другие.
По свидетельствам очевидцев, очень любил расстреливать людей в Дрогичине некий поволжский немец, хорошо говоривший по-русски. Ему чаще всего и поручали осуществлять расстрелы, после чего он пил кофе в городской кофейне и с удовольствием рассказывал посетителям забавные истории.

## Память
По результатам расследования комиссии ЧГК в октябре-ноябре 1944 года, из жертв геноцида евреев в Дрогичине и близлежащих деревнях фамилии 3338 человек установить не удалось.
На братской могиле в привокзальном сквере, где похоронены более 3000 жертв нацистского режима в Дрогичине, в 1967 году был установлен обелиск.